# Inmigración finlandesa en Brasil

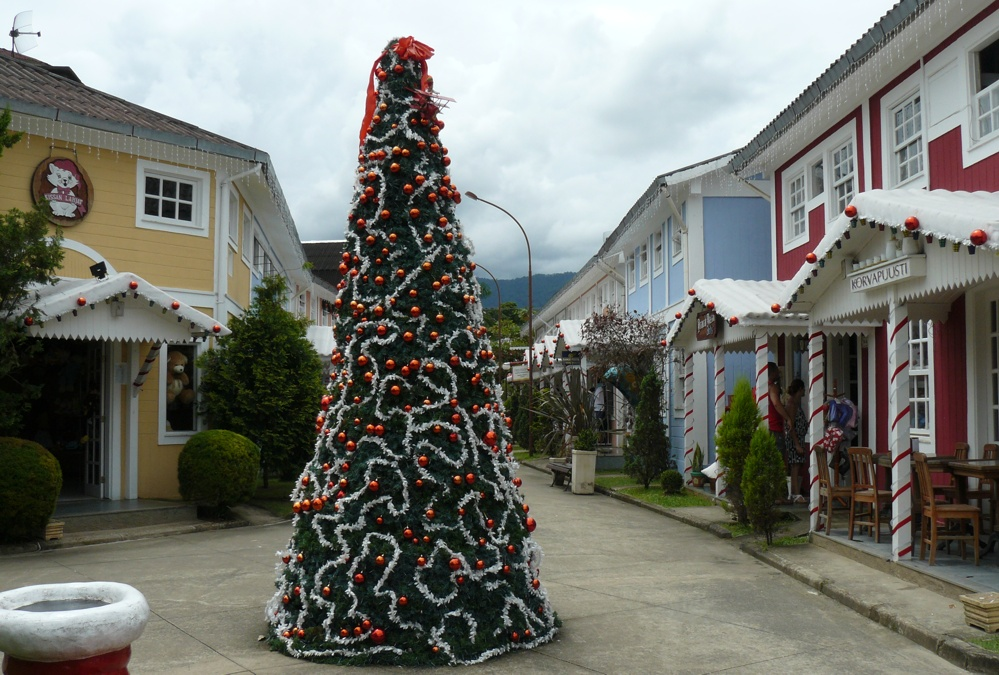
Localidad de Penedo, con arquitectura finlandesa.L

La inmigración finlandesa en Brasil fue el movimiento migratorio de finlandeses hacia territorio brasileñcálida, más específicamente a Penedo, localidad ubicada a 170 km de Río de Janeiro. La llegada de finlandeses al área de Penedo, lugar localizado en el parque nacional Itatiaia. Se trata de una zona montañosa, cubierta de la mata atlántica, con una temperatura agradable y alrededores. 
El pequeño pueblo fue colonizado por inmigrantes procedentes de Finlandia y las costumbres,  arquitectura, gastronomía y costumbres locales, tales como saunas, todavía están presentes en Penedo.
Penedo es la primera colonia finlandesa en Brasil.

## Historia
En 1906, los primeros inmigrantes finlandeses parecen haber sido los marineros que desembarcaron en especial, en el puerto de Río de Janeiro. Desde el final del siglo XIX hacia adelante, también podemos oír de ingenieros finlandeses y técnicos que trabajaron en la construcción de ferrocarriles en Brasil. En 1908, una colonia pequeña finlandesa fue fundada, la cual comprende alrededor de 20 familias. Luego, en 1909-1910, un grupo de finlandeses del norte de Suecia y Finlandia, emigraron a la parte sur de Brasil (Río Grande del Sur). En los años de entreguerras, alguna parte de alrededor de mil finlandeses emigraron hacia América Latina, principalmente a Brasil y Argentina. Especialmente a partir del año 1924, la Colonia Finlandesa en la Argentina recibió nuevos emigrantes del este de Finlandia. En Brasil, un experimento social utópico, Penedo, se inició en 1929.
Después de la Segunda Guerra Mundial, la inmigración procedente de Finlandia hacia América Latina siguió, pero en un grado menor que antes. Según las estadísticas oficiales finlandesas, unos 500 inmigrantes partieron hacia los países latinoamericanos. Venezuela se convirtió entonces en un nuevo país para la emigración finlandesa. En el transcurso del tiempo pequeñas colonias finlandesas han surgido dentro de algunas de las principales ciudades de América del Sur, especialmente en São Paulo, Río de Janeiro, Buenos Aires y Caracas. Aquí, sin embargo, debemos distinguir entre los verdaderos emigrantes de los residentes ocasionales de Finlandia en los países de América Latina para el servicio diplomático o de negocios.